# Кірунавара
Кірунавара (швед. Kiirunavaara) — гора біля міста Кіруна на півночі Швеції. 
Назва гори походить від північносаамського Gironvárri та перекладається як «гора куріпок», оскільки на ній давніше гніздилася велика кількість куріпок. Гора містить одне з найбільших і найбагатших родовищ залізної руди у світі.

## Історія
Про наявність заліза в цьому районі було відомо вже в середині 17 століття, але в той час ліній зв'язку з цим північним регіоном було недостатньо для будь-якої великої розробки. Тільки з будівництвом залізниці в кінці 19 століття, яка з'єднала порти Нарвік на Норвезькому морі та Лулео на Балтійському морі, комерційний видобуток став реальним. Шведська гірничодобувна компанія LKAB (Luossavaara-Kiirunavaara Aktiebolag) веде гірничий видобуток на цій горі від початку XX століття.
Район видобутку корисних копалин навколо Кіруни та Мальмбергета разом з металургійним портом та сталеливарним заводом у Лулео зробили графство Норрботтен одним із перших та найвідоміших регіонів важкої промисловості Швеції. Регіон залишається в авангарді технологій видобутку корисних копалин, виплавки сталі та легування.